# Isèra
|  | Per a altres significats, vegeu «Isèra (desambiguació)». |

L'Isère o la Isèra (38) (Isère en francès, Isera en francoprovençal i Isèra en occità) és un departament francès situat a la regió d'Alvèrnia-Roine-Alps. Comprèn la part mitjana i baixa de la conca del riu Isèra, d'on rep el nom, si bé l'aiguabarreig d'aquest amb el Roine és al contigu departament de la Droma.

## Història
El departament de la Isèra es creà durant la Revolució Francesa, el 4 de març de 1790, a partir d'una part de l'antiga província del Delfinat
Els seus límits amb el departament de Roine han estat modificades diverses vegades. Les més importants van tenir lloc el 1852 i el 1967. L'any 1852, la Isèra perdé la ciutat de Villeurbanne, que passà a formar part del departament del Roine.